# Торонто Мейпл Лифс
«Торо́нто Мейпл Лифс» (англ. Toronto Maple Leafs) — профессиональный хоккейный клуб, выступающий в Национальной хоккейной лиге. Клуб базируется в городе Торонто, провинция Онтарио, Канада. Выступает в Атлантическом дивизионе Восточной конференции.
«Мейпл Лифс» хорошо известны по своим ожесточенным противостояниям с «Монреаль Канадиенс». «Мейпл Лифс» 13 раз выигрывали Кубок Стэнли, последний раз — в 1967 году.

## История

### Ранние годы
Клуб из Торонто является рекордсменом по смене названий. Нынешнее имя — уже четвёртое. «Торонто» (1917—1918); «Торонто Аренас» (1918—1919); «Торонто Сент-Патрикс» (1919—1927); «Торонто Мейпл Лифс» (с 1927 года). При этом команда ни разу не покидала Торонто. История создания этой команды противоречива. Даже официальные ежегодники НХЛ отсчёт событий, связанных с этой командой, ведут разным образом — то с 1917 (год возникновения НХЛ), то с 1927 года. Предположительно, «Листья» возникли в 1912 году в результате слияния команд Национальной хоккейной ассоциации (НХА) «Ренфру Кримери Кингз» и «Хэйлбери». Лицензию НХЛ клуб приобрёл 22 ноября 1917 года.

### 1920-е
Национальная хоккейная лига была образована 26 ноября 1917 года в результате встречи, состоявшейся в Windsor Hotel в Монреале. На этой встрече присутствовали владельцы команд Национальной хоккейной ассоциации, кроме владельца франшизы «Торонто» Эдди Ливингстона. Бывший секретарь НХА Фрэнк Колдер был выбран в качестве первого президента НХЛ. В начальный состав лиги вошли «Монреаль Канадиенс», «Монреаль Уондерерс», «Оттава Сенаторз», «Квебек Бульдогз» (с сезона 1919/20) и «Торонто».
«Торонто» провёл первую игру в Национальной хоккейной лиге в сезоне 1917/18 против «Монреаль Уондерерс» 19 декабря 1917 года. «Торонто» забил в общей сложности девять шайб, но все равно проиграл игру со счётом 10-9. Это была единственная победа для «Монреаль Уондерерс» в НХЛ, так как команда прекратила существование после шести игр из-за пожара на их домашней арене. Так что в первом сезоне в лиге остались только три команды — «Монреаль Канадиенс», «Оттава Сенаторз» и «Торонто». Первая игра «Торонто» не имела большого успеха — 700 человек пришли на первый домашний матч, многие из которых были солдатами в военной форме, приглашенными руководством команды. Несмотря на неудачный старт, эта игра стала началом богатой хоккейной истории в Торонто. В первом сезоне, когда клуб ещё назывался «Торонто Аренас», удалось выиграть первый в истории Кубок Стэнли в НХЛ в играх против чемпиона Лиги тихоокеанского побережья «Ванкувер Миллионерс».
В конце следующего сезона «Торонто Аренас» вышел из НХЛ в связи с финансовыми трудностями, но клуб в Торонто вновь появился в сезоне 1919/20, на этот раз с новыми владельцами и новым названием — «Торонто Сент-Патрикс». Название было выбрано в расчете на привлечение на домашние матчи большого числа болельщиков-ирландцев, проживавших в городе. Два года спустя «Сент-Патрикс» под управлением менеджера Чарли Керри и тренера Джорджа О’Донохью неожиданно для всех обыграли в финале НХЛ «Оттаву» с разницей шайб 5-4 за два матча. В играх за Кубок Стэнли «Торонто» вновь боролся с чемпионом запада «Ванкувер Миллионерс» и победил в пяти матчах. Бэйб Ди в финале забил девять голов в пяти играх, что является рекордом и сегодня.
«Сент-Патрикс» продолжили строить основу для успешной команды, хоть и не смогли выиграть чемпионат в течение нескольких лет. 9 декабря 1924 года в «Торонто» перешёл Кларенс «Хэп» Дэй из хоккейной команды Университета Торонто. Дэй был членом команды как игрок, тренер и менеджер до конца сезона 1956/57. Ирвин «Эйс» Бейли присоединился к команде в сезоне 1926/27 и стал лидером команды по набранным очкам.
В феврале 1927 года Конн Смайт, который построил франшизу «Нью-Йорк Рейнджерс», был оттуда уволен, но ему удалось собрать достаточно денег, чтобы купить «Сент-Патрикс» и предотвратить переезд команды в Филадельфию. Конн Смайт был военным, он участвовал в Первой, а потом и во Второй Мировых войнах. Смайт первым делом изменил название команды на «Торонто Мейпл Лифс» («Кленовые листья Торонто»), а также изменил цвета команды с зелёного и белого на синий и белый.

Кленовый лист был зна́ком мужества, зна́ком, который означает дом. Это был знак, который напоминал нам все наши подвиги и различные трудности, которые мы испытывали и преодолевали. Этот знак значит для нас больше, чем любой другой значок, который мы могли придумать … поэтому мы выбрали его … надеясь, что он будет что-то значить для команды, которая будет носить его, и когда они будут кататься на льду с этим знаком на груди … они будут носить его с честью, гордостью и смелостью, как его носили солдаты первой мировой войны в канадской армии.— Конн Смайт
В сезоне 1928/29 Джо Примо, грубый и жёсткий Ред Хорнер и вратарь Лорн Шабо присоединились к команде и «Мэйпл Лифс» впервые с сезона 1924/25 вышел в плей-офф. В 1929 году Чарли «Биг Бомбер» Конахер и Бушер Джексон начали свою карьеру в «листьях». И вскоре звено Примо, Конахера и Джексона стало известно как «Кид-лайн».
Команде, создаваемой Смайтом не хватало «искры» — сильного атакующего игрока на синей линии. И Кинг Клэнси из «Оттавы» казался именно тем недостающим звеном. В сезоне 1929/30 Клэнси забросил 17 шайб, что было рекордным показателем для защитников того времени. «Сенаторз» запросили двоих игроков и 35 тысяч долларов за своего игрока — огромные деньги для начала 30-х годов. Таких денег у Смайта не было и он пошёл играть на скачках, где поставил на лошадь «Рэр Джюел» и выиграл.
Смайт чувствовал, что у него теперь есть все составляющие команды-победителя — Шабо в воротах, Клэнси, Дэй и Хорнер в обороне и мощная «Кид-лайн» впереди вместе с лучшим бомбардиром Эйсом Бейли. Интересная команда и начало трансляций матчей по радио положили начало огромной популярности хоккея в Торонто. Старая «Арена Гарденс» стала заполняться до отказа.

### Джон Фергюсон
Джон Фергюсон был назначен генеральным менеджером 29 августа 2003 года. Пэт Куинн, до этого совмещавший работу главного тренера и генерального менеджера, остался на посту тренера. После локаута 2004/05 и введения потолка зарплат клуб был вынужден расстаться с высокооплачиваемыми ветеранами: Джо Нуиндайком, Гэри Робертсом и Александром Могильным. Также команду покинули Брайан Лич, Рон Фрэнсис и Оуэн Нолан. Пришедшие им на смену Джейсон Эллисон, Джефф О’Нил и Эрик Линдрос не смогли вывести команду в плей-офф впервые с момента переезда «Торонто» в Восточную конференцию в 1998 году. После этой неудачи 20 апреля 2006 года Пэт Куинн был уволен, а новым главным тренером 12 мая стал Пол Морис, тренировавший до этого «Торонто Марлис».

### Брайан Бурк
28 ноября 2008 года, всего через две недели после своего увольнения из «Анахайма», пост президента и генерального менеджера занял Брайан Бурк.
В «Торонто» после локаута наметился кризис, команда в третий раз подряд не смогла попасть в плей-офф, а в предыдущем, 2007/08 сезоне, отстала от кубковой восьмерки более чем на 10 очков. Бурк был призван решить эти проблемы команды, поскольку он уже имел довольно большой опыт руководства клубами НХЛ и, кроме того, его «Анахайм» выигрывал Кубок Стэнли в сезоне 2006/07.
Брайан Бурк за время своего правления пытался найти основного вратаря. За четыре неполных сезона, что Бурк руководил «листьями», на позиции первого номера команды побывало четыре вратаря: Веса Тоскала, Жан-Себастьян Жигер, Юнас Густавссон и Джеймс Раймер. С драфта отказов «Оттавы» был взят Мартин Гербер, а у «Тампы» выменян Олаф Кёльциг, который, правда, не сыграл за «Торонто» ни одного матча. Начиная с лета 2012 года в СМИ стала появляться информация, что «Торонто» заинтересован в подписании вратаря «Ванкувера» Роберто Луонго. Сам Луонго заявлял, что хочет сменить клуб, но в «Торонто» переходить отказывался. В итоге сделка так и не состоялась.
В сезоне 2009/10 состоялись два знаковых для «Торонто» обмена: 18 сентября из «Бостона» был обменян Фил Кессел, становившийся самым результативным игроком команды в каждом из четырёх сезонов в «Торонто»; 31 января из «Калгари» был обменян Дион Фанёф, ставший капитаном команды уже в следующем сезоне.

### Дэйв Нонис
В начале января 2013 года, перед стартом укороченного сезона, было объявлено, что новым генеральным менеджером команды стал Дэйв Нонис.
Сезон 2012/13 ознаменовался долгожданным выходом команды в плей-офф. До этого последним попаданием клуба в кубковую восьмёрку являлся 2004 год. Таким образом, «кленовые листья» стали единственной командой НХЛ, которая не смогла попасть в плей-офф в период между локаутами. «Торонто» выбыл первом раунде, проиграв в семи матчах будущему финалисту «Бостон Брюинз».
11 апреля 2014 года на пост президента по хоккейным операциям был назначен Брендан Шэнахэн, до этого занимавший пост главы дисциплинарного комитета лиги.
В сезонах 2013/14 и 2014/15 команда не смогла пробиться в плей-офф. В середине сезона 2014/15 был уволен главный тренер Рэнди Карлайл, а исполняющим обязанности главного тренера был назначен помощник Карлайла Питер Хорачек. Под руководством Хорачека «Торонто» провёл рекордную серию, проиграв 11 матчей подряд.
По окончании сезона Дэйв Нонис и Питер Хорачек были уволены.

### Брендан Шэнахэн и «новый курс»
Президент «Торонто» Брендан Шэнахэн ещё по ходу сезона 2014/15 получил разрешение от владельцев клуба на перестройку команды и на обмен лидеров — Фила Кессела и Диона Фанёфа. Новая команда, по словам Шэнахэна, должна строиться через драфт и развитие уже имеющихся игроков, а её основу должны составить Джонатан Бернье, Джейк Гардинер, Морган Райлли и Вильям Нюландер. 20 мая 2015 года новым главным тренером «Мейпл Лифс» стал бывший наставник «Детройта» и сборной Канады Майк Бэбкок, который подписал восьмилетний контракт на 50 миллионов долларов, а 1 июля, в день открытия рынка свободных агентов, Фила Кессела обменяли в «Питтсбург Пингвинз». 23 июля 2015 года новым генеральным менеджером «Торонто» стал Лу Ламорелло, до этого 28 лет занимавший аналогичную должность в «Нью-Джерси Девилз».
В первый сезон под руководством Бэбкока «Мейпл Лифс» впервые с 1985 года финишировали на последнем месте в лиге, однако по итогам сезона клуб получил право первого выбора на драфте 2016, под которым был выбран американский нападающий Остон Мэттьюс. В сезоне 2016/17 «Торонто» занял 4-е место в Атлантическом дивизионе, набрав 95 очков, но в плей-офф уже в первом раунде уступили «Вашингтону» (2-4), при это 5 из 6 матчей серии завершились в овертаймах. Сезон 2017/18 «листья» закончили с новым клубным рекордом — 105 очков за сезон (предыдущий рекорд — 103, установлен в 2004 году), однако в плей-офф команда выбыла уже в первом раунде, проиграв в семи играх «Бостону». В решающем матче в гостях «Торонто» после второго периода вёл 4:3, но в третьем периоде пропустил 4 шайбы, не забив ни одной.
Летом 2018 года «Торонто» подписал 7-летний контракт на 77 млн долларов с 27-летним капитаном «Нью-Йорк Айлендерс» Джоном Таваресом, который родился в пригороде Торонто Миссиссоге. Таварес сразу стал альтернативным капитаном клуба. Таким образом, в «Торонто» в сезоне 2018/19 выступают сразу два первых номера драфта — Таварес (2009) и Остон Мэттьюс (2016). В сезоне 2020/21 к команде присоединился ещё один игрок выбранный под первым номером на драфте 1997 года — Джо Торнтон.

## Статистика
| Сезон   | И  | В  | П  | ПО | ГЗ  | ГП  | О   | Итог                                | Плей-офф                                                                                           |
| 2018/19 | 82 | 46 | 28 | 8  | 286 | 251 | 100 | 3-е место в Атлантическом дивизионе | проиграли в первом раунде (Бостон Брюинз 3-4)                                                      |
| 2019/20 | 70 | 36 | 25 | 9  | 238 | 227 | 81  | 3-е место в Атлантическом дивизионе | проиграли в квалификационном раунде (Коламбус Блю Джекетс 2-3)                                     |
| 2020/21 | 56 | 35 | 14 | 7  | 187 | 148 | 77  | 1-е место в Северном дивизионе      | проиграли в первом раунде (Монреаль Канадиенс 3-4)                                                 |
| 2021/22 | 82 | 54 | 21 | 7  | 315 | 253 | 115 | 2-е место в Атлантическом дивизионе | проиграли в первом раунде (Тампа-Бэй Лайтнинг 3-4)                                                 |
| 2022/23 | 82 | 50 | 21 | 11 | 279 | 222 | 111 | 2-е место в Атлантическом дивизионе | выиграли в первом раунде (Тампа-Бэй Лайтнинг 4-2) проиграли во втором раунде (Флорида Пантерз 1-4) |
| 2023/24 | 82 | 46 | 26 | 10 | 303 | 263 | 102 | 3-е место в Атлантическом дивизионе | проиграли в первом раунде (Бостон Брюинз 3-4)                                                      |
| 2024/25 | 82 | 52 | 26 | 4  | 268 | 231 | 108 | 1-е место в Атлантическом дивизионе | выиграли в первом раунде (Оттава Сенаторз 4-2) проиграли во втором раунде (Флорида Пантерз 3-4)    |

## Команда

### Текущий состав
| №                         | Игрок                | Страна                    | Хват    | Дата рождения              | Рост (см) | Вес (кг) | Средняя зарплата ($) | Контракт до |
| Вратари                   | Вратари              | Вратари                   | Вратари | Вратари                    | Вратари   | Вратари  | Вратари              | Вратари     |
| ------------------------- | -------------------- | ------------------------- | ------- | -------------------------- | --------- | -------- | -------------------- | ----------- |
| 35                        | Деннис Хильдебю      | Швеция                    | Левый   | 19 августа 2001 (23 года)  | 200       | 101      | 843,333              | 2024/25     |
| 41                        | Энтони Столарц       | Соединённые Штаты Америки | Левый   | 20 января 1994 (31 год)    | 198       | 110      | 2,000,000            | 2025/26     |
| 60                        | Джозеф Уолл          | Соединённые Штаты Америки | Левый   | 12 июля 1998 (27 лет)      | 188       | 90       | 3,660,000            | 2027/28     |
| Защитники                 |                      |                           |         |                            |           |          |                      |             |
| 2                         | Симон Бенуа          | Канада                    | Левый   | 19 сентября 1998 (26 лет)  | 190       | 92       | 1,350,000            | 2026/27     |
| 3                         | Генри Тран           | Соединённые Штаты Америки | Левый   | 12 марта 2001 (24 года)    | 188       | 86       | 1,000,000            | 2025/26     |
| 8                         | Кристофер Танев      | Канада                    | Правый  | 20 декабря 1989 (35 лет)   | 188       | 88       | 4,500,000            | 2029/30     |
| 22                        | Джейк Маккейб        | Соединённые Штаты Америки | Левый   | 12 октября 1993 (31 год)   | 185       | 95       | 4,513,354            | 2029/30     |
| 25                        | Брэндон Карло        | Соединённые Штаты Америки | Правый  | 26 ноября 1996 (28 лет)    | 196       | 98       | 4,100,000            | 2026/27     |
| 28                        | Яни Хаканпяя         | Финляндия                 | Правый  | 31 марта 1992 (33 года)    | 196       | 99       | 1,470,000            | 2024/25     |
| 36                        | Дакота Мермис        | Соединённые Штаты Америки | Левый   | 5 января 1994 (31 год)     | 180       | 85       | 812,500              | 2026/27     |
| 44                        | Морган Райлли — А    | Канада                    | Левый   | 9 марта 1994 (31 год)      | 185       | 98       | 7,500,000            | 2029/30     |
| 51                        | Филипп Майерс        | Канада                    | Левый   | 25 января 1997 (28 лет)    | 196       | 95       | 850,000              | 2026/27     |
| 55                        | Мэтт Беннинг         | Канада                    | Правый  | 25 мая 1994 (31 год)       | 183       | 92       | 1,250,000            | 2025/26     |
| 83                        | Маршалл Рифаи        | Канада                    | Левый   | 16 марта 1998 (27 лет)     | 180       | 73       | 775,000              | 2026/27     |
| 95                        | Оливер Экман-Ларссон | Швеция                    | Левый   | 17 июля 1991 (34 года)     | 187       | 91       | 3,500,000            | 2027/28     |
| Левые крайние нападающие  |                      |                           |         |                            |           |          |                      |             |
| 23                        | Мэттью Найз          | Соединённые Штаты Америки | Левый   | 17 октября 2002 (22 года)  | 191       | 95       | 7,750,000            | 2030/31     |
| 55                        | Майкл Пеццетта       | Канада                    | Левый   | 13 мая 1998 (27 лет)       | 185       | 98       | 787,500              | 2026/27     |
| 63                        | Матиас Маччелли      | Финляндия                 | Левый   | 14 октября 2000 (24 года)  | 180       | 75       | 3,425,000            | 2025/26     |
| 67                        | Макс Пачиоретти      | Соединённые Штаты Америки | Левый   | 20 ноября 1988 (36 лет)    | 188       | 97       | 873,770              | 2024/25     |
| 89                        | Николас Робертсон    | Соединённые Штаты Америки | Левый   | 11 сентября 2001 (23 года) | 175       | 73       | 1,825,000            | 2025/26     |
| Центрфорварды             |                      |                           |         |                            |           |          |                      |             |
| —                         | Николя Руа           | Канада                    | Правый  | 5 февраля 1997 (28 лет)    | 193       | 94       | 3,000,000            | 2026/27     |
| 11                        | Макс Доми            | Канада                    | Левый   | 2 марта 1995 (30 лет)      | 178       | 90       | 3,750,000            | 2027/28     |
| 18                        | Стивен Лоренц        | Канада                    | Левый   | 13 апреля 1996 (29 лет)    | 193       | 93       | 1,350,000            | 2027/28     |
| 19                        | Калле Йернкрук       | Швеция                    | Правый  | 25 сентября 1991 (33 года) | 181       | 84       | 2,100,000            | 2025/26     |
| 24                        | Скотт Лоутон         | Канада                    | Левый   | 30 мая 1994 (31 год)       | 185       | 86       | 3,000,000            | 2025/26     |
| 34                        | Остон Мэттьюс — К    | Соединённые Штаты Америки | Левый   | 17 сентября 1997 (27 лет)  | 191       | 98       | 13,250,000           | 2027/28     |
| 52                        | Риз Джонсон          | Канада                    | Правый  | 10 июля 1998 (27 лет)      | 185       | 87       | 775,000              | 2024/25     |
| 61                        | Джейкоб Куиллан      | Канада                    | Левый   | 2 февраля 2002 (23 года)   | 185       | 93       | 875,000              | 2025/26     |
| 64                        | Давид Кампф          | Чехия                     | Левый   | 12 января 1995 (30 лет)    | 183       | 82       | 2,400,000            | 2026/27     |
| 72                        | Трэвис Бойд          | Соединённые Штаты Америки | Правый  | 14 сентября 1993 (31 год)  | 180       | 83       | 775,000              | 2025/26     |
| 74                        | Бобби Макмэнн        | Канада                    | Левый   | 15 июня 1996 (29 лет)      | 185       | 92       | 1,350,000            | 2025/26     |
| 81                        | Дакота Джошуа        | Соединённые Штаты Америки | Левый   | 15 мая 1996 (29 лет)       | 188       | 83       | 3,250,000            | 2027/28     |
| 91                        | Джон Таварес — А     | Канада                    | Левый   | 20 сентября 1990 (34 года) | 185       | 94       | 4,388,420            | 2028/29     |
| 92                        | Александр Нюландер   | Швеция                    | Правый  | 2 марта 1998 (27 лет)      | 185       | 87       | 775,000              | 2024/25     |
| -                         | Винни Леттьери       | Соединённые Штаты Америки | Правый  | 6 февраля 1995 (30 лет)    | 178       | 82       | 775,000              | 2025/26     |
| Правые крайние нападающие |                      |                           |         |                            |           |          |                      |             |
| 53                        | Истон Коуэн          | Канада                    | Левый   | 20 мая 2005 (20 лет)       | 178       | 77       | 925,000              | 2025/26     |
| 88                        | Вильям Нюландер      | Швеция                    | Правый  | 1 мая 1996 (29 лет)        | 181       | 86       | 11,500,000           | 2031/32     |

### Штаб
| Должность            | Имя            | Страна                    | Дата рождения             | В должности |
| -------------------- | -------------- | ------------------------- | ------------------------- | ----------- |
| Генеральный менеджер | Брэд Треливинг | Канада                    | 18 августа 1969 (55 лет)  | с 2023 года |
| Главный тренер       | Крейг Беруби   | Канада                    | 17 декабря 1965 (59 лет)  | с 2024 года |
| Помощник тренера     | Дерек Лалонд   | Соединённые Штаты Америки | 18 августа 1972 (52 года) | с 2025 года |
| Помощник тренера     | Майк Ван Рин   | Канада                    | 14 мая 1979 (46 лет)      | с 2023 года |
| Помощник тренера     | Марк Савар     | Канада                    | 17 июля 1977 (48 лет)     | с 2024 года |
| Тренер вратарей      | Кёртис Сэнфорд | Канада                    | 5 октября 1979 (45 лет)   | с 2022 года |

## Капитаны команды
| - Хэп Дэй 1927—1937 - Чарли Конахер 1937—1938 - Ред Хорнер 1938—1940 - Сил Эппс 1940—1943 - Боб Дэвидсон 1943—1945 - Сил Эппс 1945—1948 - Тед Кеннеди 1948—1955 - Сид Смит 1955—1956 - Джимми Томсон 1956—1957 - Тед Кеннеди 1956—1957 | - Джордж Армстронг 1957—1969 - Дэйв Кеон 1969—1975 - Дэррил Ситтлер 1975—1981 - Рик Вэйв 1981—1986 - Роб Рэмедж 1989—1991 - Уэндел Кларк 1991—1994 - Дуг Гилмор 1994—1997 - Матс Сундин 1997—2008 - Дион Фанёф 2010—2016 - Джон Таварес 2019—2024 - Остон Мэттьюс 2024—н.в. |

## Неиспользуемые номера
Ранее в «Торонто» были выведены из обращения два номера: № 5 Билла Барилко, который погиб, будучи игроком «Мейпл Лифс», и № 6 Ирвина «Эйса» Бейли, который был вынужден досрочно завершить карьеру из-за полученной травмы, а в честь выдающихся игроков команды было решено не выводить номер из обращения, а присваивать ему звание «заслуженный» (англ. Honoured). На форме хоккеиста, носящего такой номер, должна быть специальная нашивка с именем игрока, в честь которого номер и стал «заслуженным». Также баннер с номером и фамилией игрока должен находиться под сводами домашней арены — Эйр Канада Центр. 16 октября 2016 года, перед первым домашним матчем сезона 2016/17, в котором «Торонто» отмечает свой столетний юбилей, все памятные номера были выведены из обращения.

### Неиспользуемые номера
- 1 — Турк Брода
- 1 — Джонни Бауэр
- 4 — Леонард «Ред» Келли
- 4 — Кларенс «Хэп» Дэй
- 5 — Билл Барилко (1947—1951) — выведен из обращения 17 октября 1992 года[25].
- 6 — Ирвин «Эйс» Бейли (1926—1933) — выведен из обращения 14 февраля 1934 года.
- 7 — Фрэнк «Кинг» Клэнси
- 7 — Тим Хортон
- 9 — Чарли Конахер
- 9 — Тед «Тидер» Кеннеди
- 10 — Сил Эппс
- 10 — Джордж Армстронг
- 13 — Матс Сундин
- 14 — Дэйв Кеон
- 17 — Уэнделл Кларк
- 21 — Бёрье Сальминг
- 27 — Дэррил Ситтлер
- 27 — Фрэнк Маховлич
- 93 — Дуг Гилмор

- Номер 99, под которым выступал Уэйн Гретцки, выведен из обращения во всех командах НХЛ.

## Клубные рекорды

### Сезон
- Очки — Дуг Гилмор (127) в 1992/93
- Голы — Остон Мэттьюс (69) в 2023/2024
- Передачи — Дуг Гилмор (95) в 1992/93
- Штраф — Тай Доми (365) в 1997/98
- «Сухие» матчи — Харри Ламли — (13) в 1953/54

### Всего за клуб
- Игры — Джордж Армстронг (1187)
- Очки — Матс Сундин (987)
- Голы — Матс Сундин (420)
- Передачи — Бёрье Сальминг (620)
- Штраф — Тай Доми (2265)